# Heineho věta
Heineho věta je jedno z úvodních tvrzení matematické analýzy, která dává do souvislosti limitu funkce a limitu posloupnosti. Jednoduše řečeno říká, že funkce je spojitá právě když zachovává limity.
Nese jméno německého matematika Eduarda Heineho (1821–1881).

## Tvrzení
Nechť {\displaystyle X} a {\displaystyle Y} jsou metrické prostory (např. reálná čísla {\displaystyle \mathbb {R} ^{n}}, komplexní čísla {\displaystyle \mathbb {C} ^{n}}, …), a nechť {\displaystyle f\colon X\to Y} je zobrazení mezi nimi. Pak {\displaystyle l\in Y} je limita {\displaystyle f} v bodě {\displaystyle x_{0}\in X} neboli
{\displaystyle \lim _{x\to x_{0}}f(x)=l}
právě když pro každou posloupnost {\displaystyle \{x_{n}\}_{n=1}^{\infty }} takovou, že {\displaystyle x_{n}\to x_{0}} a zároveň {\displaystyle x_{n}\neq x_{0}}, platí {\displaystyle f(x_{n})\to l}.
Ekvivalentně lze také formulovat tzv. Heineho větu o spojitosti:
Nechť {\displaystyle f\colon X\to Y} je zobrazení mezi metrickými prostory {\displaystyle X} a {\displaystyle Y}. Pak {\displaystyle f} je spojitá v bodě {\displaystyle x_{0}\in X} právě když pro každou posloupnost {\displaystyle \{x_{n}\}_{n=1}^{\infty }} takovou, že {\displaystyle x_{n}\to x_{0}}, platí {\displaystyle f(x_{n})\to f(x_{0})}.